# Andinoacara pulcher
Andinoacara pulcher es un pez comestible de la familia Cichlidae, por poseer escamas redondas con anillos de crecimiento.
Cuerpo ovalado, frente ancha y costados aplastados, con una gran boca protráctil. El dorso es de color aceituna y los costados marrón amarillento o grisáceo. Presenta de cinco a ocho bandas transversales oscuras en el cuerpo; numerosas líneas verde-azuladas brillantes sobre la mejilla; parte media del cuerpo, dorsal y anal con manchas oscuras.
A excepción de la aleta caudal que es de color rojo el resto de aletas es de color verdoso o azulado. Muestran dos coloraciones predominantes según el estatus del individuo.
Si forma parte de un cardumen o está dominado por ejemplares de mayor tamaño muestra una coloración ocre en la que destaca una línea vertical oscura que atraviesa el ojo y una mancha negra redondeada en el costado. Si por el contrario mantiene una aptitud reproductora activa mostrará la coloración en toda su intensidad.cuando tienen crías suelen ser muchas

## Distribución
Habita tanto lechos de aguas turbias como arroyos de aguas claras con cierta corriente, en norte de Venezuela en el delta del Orinoco; en Trinidad y Tobago, en los ríos Talparo y Cumuto; en Panamá en los ríos Chucunaque, Tuira y Balsas; en Colombia en río Manso, y en las cuencas de los ríos Tamana y Magdalena.
Existe una variante que habita en Venezuela, el Andinoacara fc “pulcher Venezuela”, en la península Paria. Estos peces son más obscuros que los Andinoacara pulcher propiamente dichos.

## Comportamiento
Al tratarse de animales monógamos se aconseja criarlos en parejas. Para su mantenimiento es importante un buen filtrado del agua, ya que estos peces la enturbian fácilmente.
Debido a su carácter podrá ser mantenido con congéneres de su misma especie o con otras especies de cíclidos de tamaño medio. Esta especie defiende el territorio pero no se cebará con los animales menos dotados. Es conveniente ofrecer refugio a cada uno de los individuos.

## Alimentación
Es un pez carnívoro. Consume alimento seco, liofilizado, Tubifex (gusanos anélidos), larvas de mosquito y Artemia.

## Longitud
Entre 20 centímetros en su hábitat natural y de 14 a 15 centímetros en cautiverio

## Parámetros fisicoquímicos
Temperatura: 23-28 °C; dureza del agua: 5-15 ºdGH; pH 6,5-7,0.

## Dimorfismo sexual
Los sexos son bastante difíciles de determinar. Los machos además de ser de mayor tamaño presentan las aletas dorsal y anal sumamente alargadas y con puntas afiladas. Las aletas dorsales pueden llegar a sobrepasar la aleta caudal.